# Autopista del Este (Caracas)
La Autopista del Este es el nombre que recibe una vía localizada en el Área Metropolitana o Distrito Metropolitano de Caracas en juriscción del Estado Miranda al centro norte del país sudamericano de Venezuela.

## Descripción
Se trata de una prolongación de la Autopista Francisco Fajardo que conecta la ciudad capital venezolana de este a oeste. Empieza a denominarse "del Este" a partir del sector de Plaza Venezuela hasta el Distribuidor Metropolitano (o Distribuidor Boyacá). Se encuentra al norte de la Avenida Río de Janeiro y al sur de la Avenida Francisco de Miranda. No debe confundirse con otra autopista que va hacia el sur con denominación parecida Autopista Prados del Este (que recorre desde Las Mercedes hasta la Trinidad, y atraviesa básicamente gran parte del municipio Baruta).